# Лидс
Лидс (енгл. Leeds) је град у Уједињеном Краљевству у Енглеској у грофовији Западни Јоркшир. Налази се на на реци Ер. Према процени из 2007. у граду је живело 460.459 становника.
Лидс се налази између пољопривредног подручја на северу и истоку и индустријског региона на југу и западу и представља трговачко и индустријско средиште. Одличне пруге, путеви и канали чине га важном дистрибуцијском тачком. Град је такође и главни центар индустрије и велепродаје одеће. Други производи су електрична опрема, производи од папира и метала. У граду се налазе градски театар, Градска галерија уметности (1888) и Градски музеј (1820). Историјске знаменитости су Тудор-Стјуартова кућа (данас је музеј) и рушевине из XII века. Лидс је седиште Универзитета Лидс (1904), Метрополитанског Универзитета Лидс (1992, бивши политехнички колеџ) и школе граматике (1552). Током средњег века Лидс је био пољопривредни трговачки град. У XIV веку овде је представљена производња вуне од стране Фламанских досељеника. Отварање канала у Лидсу и Ливерпулу (1816) и оснивање прве железнице (1848) је припомогло индустријском развоју и модернизацији града.
Данас је Лидс постао највеће правно и финансијско средиште ван Лондона са индустријом финансијских и осигуравајућих услуга у вредности од 13 милијарди фунти. Сектор финансија и пословних услуга чини 38% укупне производње са више од 30 домаћих и међународних банака које се налазе у граду, укључујући канцеларију Банке Енглеске. Лидс је такође трећи по величини производни центар у Великој Британији, са око 1800 фирми и 39.000 запослених. Фирме у производњи чине 8,8% укупног броја запослених у граду и локалној економији вреди преко 7 милијарди фунти. Највећи подсектори су инжењеринг, штампа и издаваштво, храна и пиће, хемикалије и медицинска технологија. Остали кључни сектори укључују трговину на мало, разоноду , грађевинарство, креативну и дигиталну индустрију. У граду је снимљен најстарији сачувани филм Roundhay Garden Scene (1888), и пронађена је соде воде 1767. године.
Мреже јавног превоза, железнице и путне комуникације у региону фокусиране су на Лидс. Друга фаза брзе пруге Хај Спид2 повезиваће Лидс са Лондоном преко Источног Мидландс Хуба и Шефилд Медоухола. Лидс тренутно има трећу најпрометнију железничку станицу и десети најпрометнији аеродром изван Лондона.

## Историја

### Топонимија
Назив потиче од старе бритонске речи Ladenses што значи "људи брзо текуће реке", што се односи на реку Ер која тече кроз град. Овај назив се изворно односио на шумовито подручје које је покривало већину Бритониског краљевства Елмет, а постојало је током 5. века и до почетка 7. века.
Беда Поштовани наводи у четрнаестом поглављу своје Црквена историја енглеског народа, у расправи о олтару који је преживео из цркве коју је подигао Едвин из Нортумбрије, да се налази у regione quae vocatur Loidis (на латинском, "регион који се зове Лоидис" ). Становник Лидса локално је познат као Лоинер, реч непознатог порекла. Tакође се користи и термин Леоденсиан, од латинског назива града.
Име је такође објашњено као дериват велшке речи lloed, што значи једноставно "место".

### Економски развој
Лидс се развио као трговачки град у средњем веку као део локалне пољопривредне економије.
Пре индустријске револуције, постао је координациони центар за производњу вунене тканине, а белим сукном се трговало у Дворани белог платна.
Лидс је производио шестину енглеске извозне трговине 1770. године Раст, у почетку у текстилу, убрзан је изградњом пловидбе рекама Ер и Калдер 1699. и каналом Лидс и Ливерул 1816 године . У касној џорџијанској ери Вилијам Луптон био је један од бројних лидских власника земљишта са титулом месне лорд, који су попут њега, били произвођачи текстила. У време своје смрти 1828. године, Луптоново имање у Лидсу је заузимало ограђена поља, млин, вештачко језеро, огромну кућу и помоћне зграде.
Железничка мрежа изграђена око Лидса, почевши је од железничке пруге у Лидсу и Селбију 1834. године, пружала је побољшану комуникацију са националним тржиштима и, значајно за развој града, повезаност исток-запад са Манчестером и лукама Ливерпула и Кингстон на Халу, омогућавајући бољи приступ међународним тржиштима . Упоредо са технолошким напретком и индустријском експанзијом, Лидс је задржао интересовање за трговину пољопривредним производима, са отварањем Кукурузне берзе 1864. године.
Маршалов млин била је једна од многих фабрика изграђених у Лидсу од око 1790. године, када су најзначајније биле фабрике вунене дораде и млинови лана . Производња је преиначена до 1914. године на штампарство, инжењеринг, производњу хемијских производа и одеће. Пад производње током 1930-их привремено је преокренут преласком на производњу војних униформи и муниције током Другог светског рата. Међутим, до 1970-их индустрија одеће била је у неповратном паду, суочена са јефтином страном конкуренцијом. Савремена економија обликована је визијом Градског одбора у Лидсу да гради „24-часовни европски град“ и „престоницу севера“. Град се од пропадања постиндустријске ере развио у центар телефонског банкарства, повезан са електронском инфраструктуром модерне глобалне економије. Дошло је до раста корпоративног и правног сектора, а већа локална добробит је довела до ширења сектора малопродаје, укључујући тржиште луксузне робе.
Подузетничка зона градске регије Лидса покренута је у априлу 2012. године како би подстакла развој на четири локације дуж пута A63 са источне стране града.

### Локална самоуправа
| 1881                           | 160,109 |
| 1891                           | 177,523 |
| 1901                           | 177,920 |
| 1911                           | 259,394 |
| 1921                           | 269,665 |
| 1931                           | 482,809 |
| 1941                           | war*    |
| 1951                           | 505,219 |
| 1961                           | 510,676 |
| *no census was held due to war |         |
| source: UK census              |         |

Лидс је био властелинство и насеље у великој древној жупи Лидс Ст. Петер, у Западном Рајдинг у Јоркширу. Градић Лидс настао је 1207. године, када је властелин Маурис Пејнел одобрио закуп на мали део свог властелинства, у близини речног прелаза, што је сада центар града. Четири века касније, становници су поднели молбу Чарлсу I за инкорпорацију закупа, која је додељена 1626.године. Нова повеља је обухватила целу жупу, укључујући и свих једанаест градова, као Лидску жупанија и повукла ранију повељу. Повереници за побољшање постављени су 1755. године за поплочавање путева, осветљење и чишћење главних улица, укључујући улицу Бригат а додатна овлашћења, додата су 1790. године за побољшање водоснабдевања.
Корпорација општина реформисана је према одредбама Закона о општинским корпорацијама из 1835. године. Полиција округа Лидса формирана је 1836, а зграда Градске скупштине Лидса је довршена од стране корпорације 1858. године. У 1866. години, Лидс и сваки од осталих градова у округу постали су цивилни жупе. Насеље је постало округ 1889. године, што му је дало независност од новоформираног савета округа Западни Рајдинг, а статус града је стекао 1893. године. У двадесетом веку, округ је покренуо низ значајних територијалних експанзија, нарастајући са 21 593 хектара (87,38 km²) 1911. на 40 612 хектара (164,35 km²) 1961. године. Године 1912. жупанија Лидс обухвата и рурални округ Лидса, који се састојао од жупа Раундхеј и Сикрофт и Шадвел, који је био део руралног округа Ветерби. Од 1. априла 1925. жупа Лидс проширена је тако да покрива читав град.
Жупанијски округ је укинут 1. априла 1974. године, а његово претходно подручје је комбиновано са општинским областима Морли и Пудси, градским четвртима Ербороу, Хорсфорт, Отли, Гарфорт и Ротвел, и делове руралних округа Тадкастер, Ветерби и Варфедал. То је подручје формирало грофовију Западни Јоркшир. Стекао је статус града и града и познат је као Град Лидс. У почетку су услуге локалне управе пружале Градско одбор Лидса и Савет округа Западни Јоркшир. Када је окружни савет 1986. године укинут, градско одбор је преузело своје функције, а нека овлашћења прешле су на организације као што је Управа за путнички саобраћај у Западном Јоркширу. Од 1988. године два запуштена подручја у близини центра града одређена су за регенерацију и постала је одговорност Лидс Девелопмент корпорације, изван надлежности градског одбора за планирање. Овлаштења за планирање враћена су локалним властима 1995. године када је развојна корпорација укинута.

### Приградски развој
У 1801. години, 42% становништва Лидса живело је ван града, у ширем округу. Избијања колере 1832. и 1849. године проузроковале су да власти реше проблеме канализације, санитарне заштите и водоснабдевања. Вода је црпљена из реке Ворф али до 1860. године река је била превише загађена да би била употребљива. Према Закону о водоводу у Лидсу из 1867. године саграђена су три резервоара у Линдли Вуду, Свинстију и Фјустону у долини Вашбурн, северно од Лидса.
Раст становништва догодио се у Холбеку и Ханслету од 1801. до 1851. године, али, како су та насеља постала индустријализирана, нова подручја су била повољнија за становање средње класе. Земљиште јужно од реке развијено је пре свега за индустрију и друго за радничке куће спојене „једна уз друга“. Закон о побољшању Лидса из 1866. године желео је да унапреди квалитет становања радничке класе ограничавајући број домова које могу да буду изграђене на једној спојеној тераси.
Холбек и Лидс су до 1858. године су били у непрекидној изградњи, с тим да их је Ханслет замало сустигао. У другој половини деветнаестог века, пораст броја становника Ханслет, Армлија и Вортлија надмашио је раст у Лидсу. Када је загађење постало проблем, богатији становници напустили су индустријску зону како би живели у Хединглију, Потерњњутону и Чапел Алертону што је довело до повећања становништва од Хединглија и Бурлеија за 50% од 1851. до 1861. године. Бег средњег слоја из индустријских подручја довела је до развоја изван округа Раундхеј и Адел. Увођење електричне трамвајске пруге довело је до интензивирања развоја у Хединглију и Потерњутону и до ширења изван округа у Раундхеју.
Две приватне компаније за снабдевање гасом, преузела је 1870. године корпорација, а општинско снабдевање обезбедило је уличну расвету и јефтинији гас. Од раних 1880-их, предузеће за производњу електричне енергије од куће до куће у Јоркширу испоручивало је струју Лидсу док га није купила компанија Лидс Корпорација и постала општинско снабдевање.
Чишћење и обнова сиротињских квартова почела је у Лидсу током међуратног периода, када је Одбор изградио преко 18.000 кућа на 24 имања у Кросс Гејтсу, Мидлтону, Гиптону, Беле Ајлу и Халтон Муру. Сиротињски кварт Квери Хил замиенили су иновативни станови Квери Хил, који су срушени 1975.године. Још 36.000 кућа изградили су градитељи из приватног сектора, креирајући предграђа у Гледхоу, Муртауну, Алвудлију, Раундхеју, Колтону, Виткирку, Оаквуду, Витвуду и Аделу. Након 1949. године, савет је срушило још 30.000 нестандардних кућа и заменило их са 151 блокова средње и високе градње у насељима Сикрофт, Армли Хајтс, Тиншил и Бракенвуд.
Лидс је имао велике издатке за обнављање града, привлачење инвестиција и водећих пројеката, какви се налазе у центру града Лидса. Многи пројекти који се хвале луксузним пентаус апартманима изграђени су у близини центра града.

## Географија
Лидс се налази на 272 км северозападно од Лондона, у долини реке Ер у источном подножју Пенинских планина. Центар града налази се у уском делу долине Ер на око 206 метара надморске висине, док се округ креће од 340 м на крајњем западу падина Илкли Мура до око 10 м где реке Ер и Ворф прелазе источну границу. Такође су значајне разлике у надморској висини унутар самог града. На пример, земља се уздиже на 198 м у Кукриџу, на само 9,7 км од центра града. Центар Лидса је део подручја које се непрекидно гради протеже се до Пудсија, Брамлија, Хорсфорта, Алвудлија, Сикрофта, Мидлтон и Морлија.
Лидс је други по броју становништва од било којег округа у Великој Британији (после Бирмингема), и друго највеће подручје било које енглеске метрополе (после Донкастера), које се простире на 24 км од истока ка западу и 21 км од севера до југа. Северна граница прати реку Ворф неколико километара, али прелази реку да би обухватала део Отлија који лежи северно од реке.
Центар града удаљен је мање од 32 км од Националног парка Јоркшир Дејлс, који има неке од најспектакуларнијих пејзажа и села у Великој Британији. Унутрашњи и јужни део Лидса лежи на слоју пешчара који садржи угаљ и који формира Јоркширски угљани басен. На северу су делови изграђени на старијим пешчарима и шљунку, а на истоку се простире на појасу богатом магнезијумом и кречњаком. Употреба земљишта у централним подручјима Лидса је претежно урбана.
Покушаји да се дефинише тачно географско значење Лидса доводе до различитих концепата његовог обима, који се разликују по контексту, обухватају подручје центра града, урбано ширење, административне границе и функционалну регију .
Лидс је назив за место које означава један општи појам под наводницима, то је град, али то су истовремено и приградска насеља као и регион.— Историја модерног Лидса
Центар града Лидса налази се у Лидсовој унутрашњој обилазници, формираној од делова аутопутева А58, А61, А64, А643 и аутопута М621. Бригат је главна пешачка шопинг улица која се простире у правцу север-југ, а Улица краљице Викторије, део Викторијанске четврти, затворена је под стакленим кровом. Трг Миленијум је значајно градско жариште. Подручје поштанског броја Лидса покрива већину града Лидса и готово у потпуности га чини бројеви пошта у Лидсу. Отли, Ветерби, Тадкастер, Пудси и Илкли су места са посебним поштанским бројевима. Поред изграђеног подручја самог Лидса, у округу постоји и низ предграђа и приградских насеља.

### Клима
Лидс има океанска климу (Кепен), на коју утичу Пенинске планине. Лета су обично блага, са умереном кишом, док су зиме хладне, облачне са повременим снегом и мразом. Најближа званична метеоролошка станица је у Бинглију, удаљеном двадесетак километара и на већој надморској висини.
Јул је најтоплији месец, са средњом температуром од 16 °C , док је најхладнији месец јануар, са средњом температуром од 3 °C. Температуре изнад 30 °C и испод -10 °C нису баш честе, али се могу повремено десити. Температуре на аеродрому Лидс Брадфорд пале су на -12,6 °C у децембру 2010. године и достигле су 31,8 °C у центру града Лидс у августу 2003. године. Рекордна температура за Лидс износи 34,4 °C и измерена је током топлотног таласа почетком августа 1990. године. Могуће је да је ово прекорачено током врућина из јула 2019. године, где су многа друга подручја оборила своје рекорде свих времена. Међутим, метеоролошки центар Лидс затворен је 2000-их.
Као што је типично за многе градове који се шире у областима различите топографије, температуре се могу мењати у зависности од локације. Просечне дневне вредности у јулу и августу прелазе 22 °C (вредност упоредива са југоисточном Енглеском) у малом простору тик југоисточно од центра града, где се надморска висина смањује на испод 20 метара. Ово је 2 °C ниже од типичне летње температуре на метеоролошкој станици на аеродрому Лидс Брадфорд (приказано на доњем графикону), на надморској висини од 208 метара.
Смештен на источној страни Пенинских планина, Лидс је међу најсушнијим градовима у Великој Британији, са годишњим падавинама од 660 мм.
Иако је екстремно време у Лидсу релативно ретко, олује са грмљавинама, мећаве, ветрове и чак торнада погађала су град. Последњи пријављени торнадо догодио се 14. септембра 2006, што је проузроковало пуцање дрвећа и кварове на железничкој сигнализацији станице Лидс Сити.
| Клима Leeds Bradford       | Клима Leeds Bradford | Клима Leeds Bradford | Клима Leeds Bradford | Клима Leeds Bradford | Клима Leeds Bradford | Клима Leeds Bradford | Клима Leeds Bradford | Клима Leeds Bradford | Клима Leeds Bradford | Клима Leeds Bradford | Клима Leeds Bradford | Клима Leeds Bradford | Клима Leeds Bradford |
| Показатељ \ Месец          | .Јан.                | .Феб.                | .Мар.                | .Апр.                | .Мај.                | .Јун.                | .Јул.                | .Авг.                | .Сеп.                | .Окт.                | .Нов.                | .Дец.                | .Год.                |
| -------------------------- | -------------------- | -------------------- | -------------------- | -------------------- | -------------------- | -------------------- | -------------------- | -------------------- | -------------------- | -------------------- | -------------------- | -------------------- | -------------------- |
| Максимум, °C (°F)          | 5,8 (42,4)           | 5,9 (42,6)           | 8,7 (47,7)           | 11,3 (52,3)          | 15 (59)              | 18,2 (64,8)          | 19,9 (67,8)          | 19,9 (67,8)          | 17,3 (63,1)          | 13,4 (56,1)          | 8,8 (47,8)           | 6,7 (44,1)           | 12,58 (54,63)        |
| Минимум, °C (°F)           | 0,3 (32,5)           | 0,2 (32,4)           | 1,6 (34,9)           | 3,1 (37,6)           | 5,5 (41,9)           | 8,5 (47,3)           | 10,4 (50,7)          | 10,5 (50,9)          | 8,7 (47,7)           | 6,3 (43,3)           | 2,9 (37,2)           | 1,2 (34,2)           | 4,93 (40,88)         |
| Количина падавина, mm (in) | 61 (2,4)             | 45 (1,77)            | 52 (2,05)            | 48 (1,89)            | 54 (2,13)            | 54 (2,13)            | 51 (2,01)            | 65 (2,56)            | 57 (2,24)            | 55 (2,17)            | 57 (2,24)            | 61 (2,4)             | 660 (25,99)          |
| Дани са падавинама         | 17,5                 | 14,2                 | 14,8                 | 13,5                 | 13,7                 | 12,2                 | 11,7                 | 13,2                 | 12,9                 | 15,1                 | 16,5                 | 17,0                 | 172,3                |
| Извор:                     |                      |                      |                      |                      |                      |                      |                      |                      |                      |                      |                      |                      |                      |

### Зелени појас
Лидс је унутар зеленог појаса који се протеже у шире околне жупаније и улога му је да смањи ширење урбаних подручја, спречи насеља у западној јоркширској конурбацији од даљег приближавања, заштити идентитет околних заједница, подстакне поновну употребу браонфилда и очува околна села. То се постиже ограничавањем непримереног развоја унутар одређених подручја и наметањем строжих услова за дозвољену градњу.
Преко 60% округа Лидс је зелени појас који окружује насеље, и спречава даље ширење ка оближњим заједницама. Већи удаљени градови и села ослобођени су подручја зеленог појаса. Међутим, мања села, засеоци и рурална подручја су преплављени су ознаком. Зелени појас је први пут усвојен 1960. године, а величина насеља у 2017. години износила је око 33.970 хектара.
Додатни циљ зеленог појаса је подстицање интереса за рекреацију и забаву, са сеоским пејзажима, зеленим пољима и садржајима, међу којима су Темпл Њусам Парк и Кућа са голф теренима, Ротвел коунтри парк, Мидлетон парк, рушевине опатије Киркстол и околни парк, Рекреативни терени Бедкилт, језеро Ватерлу, дворац и парк Раундхеј, као и дворане Морвик, Кобл и Елмет.

## Становништво

### Урбана подела
| Лидс у оквиру Западног Јоркшира        |         |               |                 |                |
| Попис Уједињеног Краљевства 2001       | Лидс    | Лидс—дистрикт | Западни Јоркшир | Енглеска(2011) |
| Популација                             | 443,247 | 715,402       | 1,499,465       | 53,012,456     |
| Белци                                  | 88.4%   | 91.9%         | 85.5%           | 85.4%          |
| Азијци                                 | 6.4%    | 4.5%          | 11.2%           | 7.8%           |
| Црнци                                  | 2.2%    | 1.4%          | 1.3%            | 3.5%           |
| Source: Office for National Statistics |         |               |                 |                |

У време пописа Уједињеног Краљевства 2001, урбана дистрикт Лидса заузимао је површину од 109 km² и имао је 443.247 становника, што га чини четвртом најмногољуднијом урбаном средином унутар Енглеске и петом по величини у Великој Британији. Густина насељености износила је 4.066 становника по квадратном километру, нешто више од остатка урбане области Западног Јоркшира. Он чини 20% подручја и 62% становништва Града Лидса. Становништво урбане средине имало је однос жена и мушкараца 100 : 93,1. Од старијих од 16 година 39,4% су били самци (никада нису били у браку), а 35,4% су се први пут венчали. Од 188.890 домаћинстава у градској четврти, 35% јје било ссамо са једном особом, 27.9% брачних парова који живе заједно, 8.8% су парови који живе заједно и 5.7% самохраних родитеља са својом децом. Лидс је највећа компонента урбане области Западни Јоркшир и Евростат га рачуна као део веће урбане зоне Лидс-Брадфорд.
У 2011. години, Лидс је имао је 474.632 становника и имао је површину од 112 km² са густином насељености од 4.238 становника по квадратном километру. Окружен је и физички везан за друге градове Гарфорт на истоку, Морли на југозападу и Пудси на западу, а сви су у ширем округу. 63% становништва града од 751.485 живи у ширем округу, док он заузима тек 21% њене површине.
| Leeds compared | Leeds USD | Leeds City |
| -------------- | --------- | ---------- |
| White British  | 73.9%     | 81.1%      |
| Asian          | 10.7%     | 7.7%       |
| Black          | 5.2%      | 3.5%       |

У 2011. години, Лидс је имао укупно 79,1% „белих“ становника, а овај проценат укључује људе из места као што су континентална Европа и Ирска. Урбани Лидс је оно што се обично сматра Лидсом, али је шири град онај који је добио статус града.

### Велеградски дистрикт
У време пописа становништва у Великој Британији 2011. године, округ је имао 751 500 становника, што представља раст од 5% у односу на претходни попис становништва десет година раније. Према попису становништва у Великој Британији 2001. године, у Лидсу је било 301.614 домаћинстава; 33.3% били су брачни парови који живе заједно, 31.6% су били самохрана домаћинства, 9.0% су били парови, а 9.8% су били самохрани родитељи, следећи сличан тренд као у остатку Енглеске. Густина насељености била је 1.967 / км2 а на сваких 100 жена било је 93.5 мушкараца.
Лидс је разноврстан град са преко 75 етничких група и са етничким мањинама који представљају нешто мање од 11,6% укупног становништва. Према подацима из Пописа становништва у Великој Британији из 2011. године, 85,0% становништва било је бело (81,1% белих Британаца, 0,9% белих Ирца, 0,1% рома или ирског путника, 2,9% осталих белаца), 2,7% мешовите расе (1,2% бела и црна карипска, 0,3% бела и црна афричка, 0,7% бела и азијска, 0,5% друга мешана), 7,7% азијска (2,1% индијска, 3,0% пакистанска, 0,6% бангладешка, 0,8% кинеска, 1,2% остала азијска), 3,5% црна (2,0% Афричка, 0,9% Карипска, 0,6% друга црна), 0,5% Арапска и 0,6% друге етничке баштине.
Већина људи у Лидсу себе идентификује као хришћанине. Проценат муслимана (3,0% становништва) је просечан за земљу. Лидс има трећу по величини јеврејску заједницу у Великој Британији, после заједница Лондона и Манчестера. Подручја Алвудлија и Муртауна садрже значајне јеврејске заједнице. 16,8% становника Лидса током пописа становништва 2001. изјаснило се да немају "религију", што је у великој мери у складу са подацима за целу Британију (такође 8,1% "религија није наведена"). Стопа криминала у Лидсу знатно је изнад националног просека, као и у многим другим енглеским већим градовима. У јулу 2006. године, Реформа истраживачког центра израчунала је стопу криминала за различита кривична дела и повезала је то са популацијом главних урбаних подручја (дефинисаних као градови са преко 100.000 становника). Лидс је био 11. на овом рејтингу (изузев лондонског округа, на 23. месту, укључујући и лондонске четврти). Укупни забележени криминал у Лидсу опао је за 45% између 2002/03. и 2011/12.
Табела у наставку приказује становништво тренутног подручја округа од 1801. године, укључујући проценат промене од последњих доступних података пописа становништва.
| Година                    | 1801   | 1811    | 1821    | 1831    | 1841    | 1851    | 1861    | 1871    | 1881    | 1891    | 1901    | 1911    | 1921    | 1931    | 1941    | 1951    | 1961    | 1971    | 1981    | 1991    | 2001    | 2011    |
| ------------------------- | ------ | ------- | ------- | ------- | ------- | ------- | ------- | ------- | ------- | ------- | ------- | ------- | ------- | ------- | ------- | ------- | ------- | ------- | ------- | ------- | ------- | ------- |
| Популација                | 94,421 | 108,459 | 137,476 | 183,015 | 222,189 | 249,992 | 311,197 | 372,402 | 433,607 | 503,493 | 552,479 | 606,250 | 625,854 | 646,119 | 668,667 | 692,003 | 715,260 | 739,401 | 696,732 | 716,760 | 715,404 | 751,500 |
| % промена                 | –      | +14.87  | +26.75  | +33.13  | +21.40  | +12.51  | +24.48  | +19.67  | +16.44  | +16.12  | +9.73   | +9.73   | +3.23   | +3.24   | +3.49   | +3.49   | +3.36   | +3.38   | −5.77   | +2.87   | −0.19   | +5.05   |
| Source: Vision of Britain |        |         |         |         |         |         |         |         |         |         |         |         |         |         |         |         |         |         |         |         |         |         |

## Управа
Град Лидс је област локалне самоуправе која покрива округ Лидс, а локална власт је Градско одбор Лидса. Одбор се састоји од 99 одборника, по три за сваку изборну јединицу. Избори се одржавају треће од четири године, првог четвртка у мају. Трећина одборника бира се на мандат од четири године на свим изборима. Одбор тренутно контролише Лабуристичка партија. Западни Јоркшир нема окружни одбор, тако да је Градски одбор Лидса примарни давалац услуга локалне управе за град. Округ је у региону Јоркшир и Хамбер у Енглеској.
Већина округа је неуређено подручје. У неуређеном подручју не постоји нижи ниво власти. Изван овог подручја постоји 31 општина коју представљају општински одбори. Ово је најнижи ниво локалне управе и обавља неке ограничене функције Градског одбора Лидса у својим областима.
Округ представља осам заступника у Парламенту, по изборним јединицама: Елмет и Ротвел (Алек Шелбрук, конзервативац); Лидс централ (Хилари Бен, лабуриста); Лидс исток (Ричард Баргон, лабуриста); Лидс североисток (Фабијан Хамилтон, лабуриста ); Лидс северозапад (Алек Собел, лабуриста); Лидс запад (Рејчел Ривс, лабуриста); Морли и Оутвуд (изборна јединица која се дели са Градом Вејкфилдом) (Андреа Џенкинс, конзервативац); и Пудси (Стјуарт Ендру, конзервативац).
Поред других владиних канцеларија, град је дом велике пословне зграде Одељења за рад и пензије смештене у Квери Хилу, препознатљиве по свом импозантном дизајну.

## Економија
Лидс има најразноврснију економију од свих главних центара за запошљавање у Великој Британији и има најбржу стопу раста радних места у приватном сектору од било ког града у Британији и има највећу размеру послова јавног и приватног сектора од свих главних градова у Великој Британији. Град има трећи највећи број запослених по локалним властима са 480.000 запослених и самозапослених почетком 2015. године. 24,7% је било у јавној администрацији, образовању и здравству, 23,9% у банкарству, финансијама и осигурању, а 21,4% у дистрибуцији, хотелима и ресторанима. Лидс се у банкарском, финансијском и сектору осигурања највише разликује од финансијске структуре региона и нације. У 2011. години, финансијска и услужна индустрија у Лидсу била је вредна 2,1 милијарде фунти, што је пето место у Великој Британији, иза Лондона, Единбурга, Манчестера и Бирмингема. Терцијалне индустрије попут малопродаје, позивних центара, канцеларија и медија допринеле су високој стопи економског раста. Град је такође има једину подружнице Банке Енглеске у Великој Британији. У 2012. години, град је забележио БДВ је у износу од 18,8 милијарди фунти, а читав градски регион Лидса створио је економију од 56 милијарди фунти.
То је највећи центар изван Лондона за финансијске и пословне услуге. Током наредних десет година предвиђа се раст економије за 25%, а финансијске и пословне услуге требало би да остваре више од половине раста БДВ у том периоду, а финансије и пословне услуге чиниле су 38% укупне производње. Остали кључни сектори су трговина на мало, забава и економију посетилаца, грађевинарство, производњу и креативну и дигиталну индустрију.
Лидс има преко 30 домаћих и међународних банака, од којих су многе северне или регионалне канцеларије смештене у граду. То је седиште Прве директне банке и Банке у Јоркширу, као и великих компанија Барклис, ХСБЦ, Сантандер, Лојдс Банкинг Груп и РБС Груп.
Град је такође важан центар за ризични капитал. Основан у Лидсу, добављач ризичног капитала, ИФМ Екити Партнерс, сада је највећи опскрбљивач ризичним капиталом у Великој Британији малим и средњим предузећима.
Остале веће компаније са седиштем у граду су Вилијам Хил, Интернационалне Персоналне Финансије Асда, Лидс грађевинско друштво и Нортерн Фудс. Капита Груп, КПМГ, Директ Лајн, Авива, Јоркшир грађевинско друштво, БТ Груп, Телефоника Европа (иначе познат као О2) и ТД Вотерхаус такође имају значајно присуство у граду.
У Лидсу постоји око 150 адвокатских фирми које запошљавају преко 6.700 људи. Према Великој Британији Лигал 500, „Лидс има софистицирано и високо конкурентно легално тржиште, друго после Лондона.“
Специјална правна експертиза у Лидсу укључује корпоративне финансије, корпоративно реструктурирање и несолвентност, финансирање глобалних пројеката, трговину и инвестиције, привредне парнице, конкуренцију, изградњу, приватне финансијске иницијативе и јавно-приватна партнерства, порез, деривате, ИТ, запошљавање, пензије, интелектуална својина, спорт и забава.
Оснивање административног суда у Лидсу у априлу 2009. године ојачало је Лидсову позицију као једног од кључних правних центара Велике Британије. Претходно је суд заседао само у Лондону.
Лидс је трећи највећи производни центар у Великој Британији и 50% британске производне базе налази се на два сата вожње од Лидса. Са око 1.800 фирми и 39.000 запослених, производне фирме у Лидсу чине 8,8% укупног броја запослених у граду. Највећи подсектори су инжењеринг, штампа и издаваштво, храна и пиће, хемикалије и медицинска технологија.
У граду је такође успостављена креативна индустрија, посебно у сектору видео игара. Бројни програмери имају студије у граду и око њега, укључујући Активижн, програмере мобилних верзија серије Call of Duty, и Рокстар Лидс, програмере Grand Theft Auto серије. Лидс је 2009. године, био први град ван Лондона који је био домаћин Еврогејмер Експоа.
Канцеларијски развој, такође традиционално смештен у унутрашњем делу града, проширио се јужно од реке Ер и заузимао 1.000.000 m² простора. У периоду од 1999. до 2008. године у централном Лидсу подигнуто је имовине у вредности од 2,5 милијарди фунти; од којих је 711 милиона фунти за канцеларије, 265 милиона фунти за малопродају, 389 милиона фунти за забаву и 794 милиона фунти за станове. За производњу и дистрибуцију потрошено је 26 милиона фунти у том периоду. У центру града има 130.100 радних места, што чини 31% свих радних места у ширем округу. У 2007. години 47.500 радних места било је у финансијама и пословању, 42.300 у јавним службама, а 19.500 у трговини на мало и дистрибуцији. 43% радних места из сектора финансија у округу је смештено у центру града Лидса, а 44% запослених у центру града живи на више од девет километара удаљености.
Туризам је важан за економију Лидса, који је 2009. године био осми најпосећенији град у Енглеској од стране посетилаца Велике Британије, и тринаести најпосећенији град од стране иностраних посетилаца. Истраживање компаније VisitEngland известило је да дневних посетилаца у Лидсу има 24,9 милиона сваке године, што локалној економији доноси преко 654 милиона фунти. У истраживању читалаца Condé Nast Traveler за 2017. годину, Лидс је оцењен као 6. место међу 15 најбољих градова у Великој Британији.
У 2016. години Лидс је имао 27,29 милиона туристичких посета, што је за граду донело више од 1,6 милијарди фунти, показали су подаци STEAM истраживања. То је повећање прихода за 15,9% у односу на 2015. годину. Повећање посета од 9,7% је забележено од 2013. године. Индустрија је имала преко 19.000 радних места у 2016. години.
У јануару 2011. године, Лидс је проглашен као један од пет "градова које треба видети" у извештају који је објавио Центар за градове. Извештај показује да просечни становник у Лидсу зарађује 471 £ недељно, што је седамнаести резултат национално, а 30,9% становника Лидса је има високе квалификације, што је петнаесто место национално. Запосленост у Лидсу била је 68,8% у периоду јуни 2012. до јуна 2013. године, што је ниже од националног просека, док је незапосленост била већа од националног просека од 9,6% у истом временском периоду. Такође показује да ће Лидс бити најмање погођен главни град смањењем благостања у 2014/2015, с предвиђеним смањењем благостања од 125 фунти по глави становника, у поређењу са 192 фунти у Ливерпулу и 175 фунти у Глазгову. Лидс је углавном мање на губитку у односу на остале велике градове у Великој Британији и просечан приход је изнад просека у региону.

### Јавни сектор
У Лидсу 108.000 људи ради у јавном сектору, што чини 24% укупне радне снаге. Највећи послодавци су Градско одбор Лидса, са 33.000 запослених, и Универзитетска болница у Лидсу, са 14.000 запослених.
Лидс је постао средиште здравствених установа јавног сектора. Министарство здравља, НЗС Енглеске, Комисија за квалитет неге, НХС Дигитал и Јавно здравље Енглеске имају велике канцеларије у Лидсу. Највећа европска наставна болница такође има седиште у Лидсу и дом је Јоркширског центра за рак, највећег те врсте у Европи.
Међу кључни државне одсеке и организације у Лидсу спадају и Одељење за рад и пензије, са преко 3.000 запослених, Министарство здравља, са преко 800 запослених, Приходи и царине са преко 1.200 запослених и Британска библиотека са 1.100 запослених.

### Шопинг
Обимни малопродајни простор Лидса идентификован је као главни регионални шопинг центар за цео Јоркшир и регион Хумбер, са 5,5 милиона људи и потрошњом од 1,93 милијарди фунти годишње. Постоји неколико затворених тржних центара у центру града, Мерион, Свети Јован, Кор, Викторија кварт, Светло, Корн ексченџ, Тринити Лидс и Викториа Гејт. Укупно постоји нешто више од 1.000 малопродајних објеката, са комбинованим простором од 340.000 m² у центру града Лидса.
У центру града постоји велика пешачка зона. Бригејт је главна трговачка улица у којој се могу наћи многе познате британске продавнице, укључујући Маркс & Спенсер, Хоус ов Фрејзер, Дебенхамс, Топшоп, Коста кафе и Харви Николс. Многе компаније имају неколико продавница у централном Лидсу и ширем граду. Викторија Кварт одликује се врхунским луксузним малопродајама и импресивном архитектуром. Седамдесет продавница, попут Луј Витон, Вивијан Вествуд, Пол Смит, Дизел и Харви Николс, смештено је у две гвоздене викторијанске аркаде и нове аркаде која је формирана над улицом Квин Викторија са највећим простором под витражом у Британији.
У области Чурвел налази се Тржни центар Вајт Роуз. Отварен је 1997. године, и има преко 100 продавница, међу којима су Дебенхамс, Маркс & Спенсер, Примарк и Сејнсбери. Неке од продавнице су једине у Лидсу и нема их центру, као што су Дисни Стор и Билд-А-Бер радионица. Иако је центар испод просечне типичне величине за тржне центре изван града попут Трафорд центра или Медоухала у оближњем Шефилду, он и даље остаје популаран код домаћих и међународних ланаца. Од 40.000 људи који раде на малопродаји у Лидсу, 75% ради у местима која нису у центру града. Постоје додатни тржни центри који се налазе у многим селима која су постала део округа и у градовима који су 1974. године део Града Лидса.
Од 21. марта 2013. године, у центру града је отворен велики трговачки и забавни комплекс под називом Тринити Лидс. Модерни и интерактивни малопродајни простор покрива стару Бартонову аркаду и бивши тржни центар Лидс шопинг плаза са главним улазом из улице Бригејт.
Најновија шопинг дестинација под називом Викторија Гејт отворила је своја врата за јавност 20. октобра 2016. године. У новом тржном центру налази се продавница Џон Луис, највећа ван Лондона. Седамдесет и пет одсто продавница које су отворене у Викторија Гејту, биле су нове за Лидс, при чему су многе од њих биле прве изван Лондона.

## Образовање

### Школе
У време пописа становништва 2001. године, Лидс је имао 183.000 младих у доби од 0-19 година, од којих је 110.000 похађало локалне школе. Током 2008. године, Образовање Лидса, непрофитна компанија у власништву Градског одбора у Лидсу, обезбедила је 220 основних школа, 39 средњих школа и 6 специјалних инклузивних центара за учење. У оквиру владине иницијативе Изградња школа за будућност, Лидс је осигурао 260 милиона фунти за трансформацију 13 средњих школа у високе, е-самопоуздане, инклузивне школе. Прве три од тих школа Средња школа Алертон, школа Пудси Грангефилд и школа Родилиан отворене су у септембру 2008. године. Потражња за местима у основним школама у Лидсу недавно је достигла врхунац у задњих 15 година. Најстарија и највећа приватна школа у граду је Гимназија у Лидсу, која је правно су верске школе које служе јеврејској и муслиманској заједници.
Лидс је била једна од бројних локалних власти која је испробала тростепени систем школовања. Вратио се на двостепенски систем 1992. године.

### Даље и високо образовање
Даље образовање у Лидсу пружају Елиот Худсон Колеџ, Лидс Сити Колеџ (формиран спајањем 2009. и броји преко 60.000 студената), Грађевински Колеџ и католички колеџ Нотр Дам.
Институције које пружају високо образовање укључују::
- Универзитет у Лидсу, који је добио повељу о оснивању 1904. године, развио се из колеџа у Јоркширу који је основан 1874. и Медицинске школе у Лидсу 1831;
- Универзитет Лидс Бекет, раније Лидс Политехнички, који је постао универзитет 1992. године као Лидс Метрополитан Универзитет, и своје корене може пратити до Механичког института из 1824;
- Универзитет Лидс Тринити, који је започео са радом 1966. године као две школе за обуку наставника, које су се 1980. године спојиле у Тринити и Ол Сејтс Колеџ, а од 2012. постале универзитет;
- Универзитет Лидс Артс, раније Лидс уметнички колеџ, који је основан 1846. године као Лидс школа уметности, а постао је универзитет 2017. године;
- Правни универзитет, некада Правни факултет, који је постао универзитет 2012. године и преселио се у свој садашњи кампус у центру Лидса из Јорка 2014. године;
- Лидс музички колеџ;
- Северна школа савременог плеса.

Универзитет у Лидсу има око 31.000 студената, од којих је 21.500 редовних студената, Универзитет Лидс Бекет има 25.805 студената од којих је 12.000 редовних студената. Универзитет у Лидс Тринити има нешто мање од 3 000 студената. Град је проглашен најбољом британском универзитетском дестинацијом.

## Култура
У 2018. години, Лидс је започео петогодишњи програм улагања у културу, а који ће кулминирати на културној прослави 2023. године. Тада ће град одржати међународни културни фестивал који ће искористити енергију, креативност и замах настојања да постане Европска престоница културе 2023, наслов ког се град одрекао после гласања Уједињеног краљевства за напуштање Европске уније.

### Уметност
Иако је градска општинска уметничка галерија ( Уметничка галерија Лидс) није отворена до 1888. године, уметничка пракса и колекционарство имају дугу традицију у Лидсу. Вилијам Тарнер насликао је бројне сцене у граду и око њега, а град је био дом једне од највећих британских колекција прерафаелитске уметности, чији је власник Томас Плинт током 19. века. Такође је постојала рана историја одржавања великих јавних изложби у граду, од којих су најпознатији серијали „Политехничке изложбе“, које се редовно одржавају од 1839.
Лидс је створио многе угледне уметнике и вајаре, међу којима су Кенет Армитаж, Џон Аткинсон Гримшо, Џејкоб Крејмер, Барбара Хепвортх, Хенри Мур, Едвард Вадсворт и Џош Вудров, и био је центар посебно радикалног лозе британске уметности. Пре Првог светског рата, Лидс је био дом необичне модернистичке уметничке организације, назване Лидс уметнички клуб, коју је основао Алфред Ораж, а трајао је од 1903. до 1923. године. Познати чланови били су Џејкоб Крејмер, Херберт Рид, Франк Рутер и Мајкл Седлер. Поред тога што се залагао за радикалну политичку агенду, подржавајући сифражеткиње, Независну лабуристичку странку и Фабијанско друштво, и промовирајући филозофију Фридриха Ничеа, Лидс уметнички клуб био је готово јединствен у Британији као експонент немачких експресионистичких идеја о уметности и култури. Као резултат тога, приредили су врло ране британске изложбе дела европских уметника експресиониста, попут Василија Кандинског, приказујући њихов рад у граду већ 1913. године, a створили су и сопствене енглеске експресионистиче уметнике, укључујући Џејкоба Ккрејмера Крамера и Бруса Тарнера.
У 20-им годинама прошлог века Лидс уметнички колеџ био је полазна тачка за каријере вајара Барбаре Хепворт и Хенрија Мура, а током 1950-их и 1960-их био је један од водећих центара радикалног уметничког образовања у Британији под вођством уметника попут Харија Туброна и Том Хадсона, и историчара уметности Норберт Линтона. Њихови покушаји да редефинишу шта уметничко образовање треба да значи у периоду после Другог светског рата навели су уметника Патрика Херона да је 1971. у часопису Гардијан тврди да је „Лидс најутицајнија уметничка школа у Европи од Баухауса“. Та спремност да се повуче на границе прихватљивог јавног понашања уметника такође је била евидентна 1966. године када је Лидс уметнички колеџ приредио изложбу слика кипарског уметника Стаса Параскоса, који је предавао на Колеџу, коју је полиција забранила након оптужби о опсцености.
Овај радикализам наставио се и у 1970-има када се високошколска компонента Лидс уметнички колеџ одвојила од колеџа и формирала језгро нове мултидисциплинарне Лидс Политехнике, која се сада назива Лидс Бекет Универзитет. Уметност перформанса предавао је средином 1960-их на Лидс уметничком колеџу, значајан уметник Флукуса Робин Пејџ. Перформанс из 1977. године доспео је на националне вести када су студенти Пит Паркин и Дерек Вајн користили ваздушни пиштољ за пуцање живих аустралијских тигрица пред публиком у Лидс Политехници.
Универзитет у Лидсу био је алма матер Херберта Рида, једног од водећих међународних теоретичара модерне уметности из средине двадесетог века , а такође и наставна база за марксистичког историчара уметности Арнолда Хаусера од 1951. до 1985. године. Делимично због повезаности Херберта Рида са Универзитетом, од 1950. до 1970. Универзитет је био домаћин једне од првих шема становања уметника у Британији, користећи средства тадашњег власника издавачке куће Лунд Хампфрис, Питера Грегорија. Грегоријеви стипендије, како су биле познати, даване су сликарима и вајарима до две године како би им омогућили да развију сопствени рад и утичу на Универзитет на било који начин који сматрају прикладним. Међу онима који су се користили стипендију били су Кенет Армитаж, Реџ Батлер, Денис Крефилд и Тери Фрост и други. Паралелне Грегоријеве стипендије такође су постојале на музичкој и поезијској академији на Универзитету.
Лидс је такође био центар радикалне феминистичке уметности, а једна од првих галерија у Британији посвећена је приказивању рада женских фотографа, Галерија Павиљон, која је отворена 1983. године. Ликовна школа Универзитета у Лидсу је добро познати центар за развој феминистичке историје уметности, под управом Гриселда Полак, током 1980-их и 1990-их. Вероватно као резултат снаге феминистичке уметности у Лидсу, у новембру 1984. године изложбу керамике студената и особља Политехнике у Лидсу напала је група феминистичких активиста који су уништили осам скулптура на изложби за које су сматрали да понижавају жене. Ликовна школа Универзитета у Лидсу се такође специјализовала за концептуалну уметничку праксу Уметност & Језик под вођством Терија Аткинсона, поново током 1980-их и 1990-их..
Главни истраживачки центар и галерија скулптура, Институт Хенри Муре, смештен је поред Уметничке галерије Лидс у центру града, а 2013. године на месту бивше пиваре Тетли отворено је ново средиште савремене уметности под називом Тетли.
У марту 2017. године Тајмс је изгласао Лидс за културно место број један у Британији, испред Лондона, Бирмингема, Сент Ивеса, Стратфорд на Ејвону и Челтнама. У цитату се напомиње да Лидс има Опера Норт, Северни балет и позориште Лидс Плејхаус међу многим другим атракцијама које су је сврстале на прво место.

## Спорт
Град има тимове који представљају све главне националне спортове. ФК Лидс јунајтед је главни градски фудбалски клуб, а остали клубови су АФК Гајзли и Фарсли Селтик. Лидс јунајтед је основан 1919. године и игра на стадиону Еланд Роуд у Бистону са капацитетом од 37.890 места. Тим игра у Чемпионшипу пошто је победио у ЕФЛ шампионату 2009/10. победивши Бристол Роверс 2: 1. Гајзли је основан 1909. године и игра на стадиону Нетермур Парк капацитета 4.000 места у Гајзлију. Тим игра у Националној лиги Север, освојили су промоцију у Националну лигу први пут у периоду 2014/15, пошто су победили Чорли са 2: 3. Фарсли Селтик је основан 1908. године и игра у Националној лиги Север, а њихов стадион је Тростл Нест.
Лидс Рајнос је најуспешнија екипа рагби лиге у Лидсу. Одд 2009. године постали су први клуб који је три сезоне био првак Супер лиге, што им је донело четврти наслов Супер лиге. Домаће утакмице играју на Хедингли Карнеги стадиону. Ханслет је рагби екипа са седиштем у Центру за спорт Џона Чарлса, која игра у кооперативном Чаампионшипу 1. Источни Лидс и Оултон Рајдерс играју у Националној конференцијској лиги. Брамли Буфалос (претходно Брамли) и Лидс Акиес били су чланови Конференције рагби лиге.
Јоркшир Карнеги је најважнија екипа рагби јуниона у Лидсу и игра на Хедингли Карнеги стадиону. Они играју у РФУ Чемпионшипу након што су напустили Првенство Енглеске у рагбију на крају сезоне 2010–11. Отли РУФК су рагби јунион клуб смештен на северу града и такмиче се у Националној лиги 2 Север, док Морли РФК смештен у Морлију, тренутно игра у Националној дивизији 3 Север.
Стадион Хедингли дом је Јокшир окружни крикет клуба који је најуспешнији крикет тим у Енглеској, са 33 победе на шампионату округа (укључујући једну подељену). Њихови главни ривал је тим из Ланкашра.
Атлетски клуб Лидс Сити такмичи се у Британској атлетској лиги и Лиги Велике Британије, као и у Северној атлетској лиги.
Лидс је дом бројних клубова хокеја на трави који се такмиче у Северној хокејашкој лиги, Јоркширској хокејашкој лиги, БУКК лигама. Ту спадају Хокеј клуб Лидс, Хокеј клуб Лидс Адел Карнеги, Хокеј клуб Универзитета у Лидсу и Хокеј клуб Лидс Бекет. Хокеј клуб Лидс мушкарци 1 промовисани су на крају сезоне 2016/2017 и постали први Лидсов хокејашки тим који се такмичи у Националној лиги.
Клуб синхроно пливања града Лидса тренира у Центру за спорт "Џон Чарлс" и представљају га пливачи широм целог североистока. Клуб је основан 2008. године и такмичи се само у националном и међународном такмичењу.
Град има мноштво спортских објеката, укључујући фудбалски стадион Еланд Роуд, стадион домаћин током Европског првенства у фудбалу 1996. године; Стадионе Хедингли Карнеги, суседне стадионе светски познате и по крикету и рагби лиги, и Џон Чарлс Центер за спорт са олимпијским базеном у свом центру акватикe и стадионом за вишеструку употребу. Остали садржаји су Лидс Вол (пењање) и Јидон Тарн цетрар за једрење. У 1929. године одржан је први Рајдер куп у голфу, први на британском тлу, у голф клубу Муртаун у Лидсу, а Ветерби има тркалиште за коњске трке Национал Хунт. У периоду од 1928. до 1939. године мотоциклистичка стаза била је организована у Лидсу на бившој стази за трке паса, на стадиону познатом као Фулертон Парк, поред Еланд Роуда. Стаза је ушла у тим из северне лиге 1931. године.
Старт Тур де Франса за 2014. годину одржан је 5. јула 2014. из центра града.
Лидс је познат по својим рониоцима и има неке од најбољих ронилачких објеката у Великој Британији. Ронилачки клуб Град Лидс, који тренира у Центру за спорт Џон Чарлс, тренирао је многе спортисте који су се такмичили на међународном и олимпијском нивоу, а Џек Ло и Крис Мирс су написали историју постајући први рониоци из Велике Британије који су освојили златна медаља на олимпијади, подвиг који су остварили на Олимпијским играма у Рију 2016. године.
Лидс има екипу хокеја на леду Лидс Чифз, који играју на Планет Ајс Арени у Бистону, у Лидс у Националној лиги хокеја на леду.

## Партнерски градови
- Брашов
- Зиген
- Лил
- Дортмунд
- Брно
- Коломбо
- Луивил